# Mittersheim
Mittersheim é uma comuna francesa na região administrativa de Grande Leste, no departamento de Mosela. Estende-se por uma área de 16,77 km². Em 2010 a comuna tinha 605 habitantes (densidade: 36,1 hab./km²).